# تاوانج
تاوانج رمزها «TA» (بالإنجليزية: Tawang)‏ ، هو تقسيم إداري لدولة الهند تتبع ولاية أروناجل برديش (بالإنجليزية: Arunachal  Pradesh)‏ ، مركزها هو مدينة تاوانج تاون (بالإنجليزية: Tawang  Town)‏ عدد سكانها حسب تعداد سنة 2001 هو 38,924 ، مساحتها 2,085 كم² وكثافة السكان 19 لكل كم² .

## المناخ
يظهر الجدول التالي التغييرات المناخية على مدار السنة لتاوانج:
| البيانات المناخية لـتاوانج        | البيانات المناخية لـتاوانج | البيانات المناخية لـتاوانج | البيانات المناخية لـتاوانج | البيانات المناخية لـتاوانج | البيانات المناخية لـتاوانج | البيانات المناخية لـتاوانج | البيانات المناخية لـتاوانج | البيانات المناخية لـتاوانج | البيانات المناخية لـتاوانج | البيانات المناخية لـتاوانج | البيانات المناخية لـتاوانج | البيانات المناخية لـتاوانج | البيانات المناخية لـتاوانج |
| الشهر                             | يناير                      | فبراير                     | مارس                       | أبريل                      | مايو                       | يونيو                      | يوليو                      | أغسطس                      | سبتمبر                     | أكتوبر                     | نوفمبر                     | ديسمبر                     | المعدل السنوي              |
| --------------------------------- | -------------------------- | -------------------------- | -------------------------- | -------------------------- | -------------------------- | -------------------------- | -------------------------- | -------------------------- | -------------------------- | -------------------------- | -------------------------- | -------------------------- | -------------------------- |
| متوسط درجة الحرارة الكبرى °م (°ف) | 10.1 (50.2)                | 11.6 (52.9)                | 14.5 (58.1)                | 17.3 (63.1)                | 19.5 (67.1)                | 21.5 (70.7)                | 21.6 (70.9)                | 21.1 (70.0)                | 20.2 (68.4)                | 17.8 (64.0)                | 14.2 (57.6)                | 11.4 (52.5)                | 16.7 (62.1)                |
| المتوسط اليومي °م (°ف)            | 2.0 (35.6)                 | 4.0 (39.2)                 | 7.2 (45.0)                 | 10.5 (50.9)                | 13.5 (56.3)                | 16.6 (61.9)                | 17.0 (62.6)                | 16.7 (62.1)                | 15.1 (59.2)                | 11.2 (52.2)                | 6.5 (43.7)                 | 3.3 (37.9)                 | 10.3 (50.6)                |
| متوسط درجة الحرارة الصغرى °م (°ف) | −6.1 (21.0)                | −3.5 (25.7)                | 0.0 (32.0)                 | 3.8 (38.8)                 | 7.6 (45.7)                 | 11.4 (52.5)                | 12.4 (54.3)                | 11.8 (53.2)                | 10.1 (50.2)                | 4.6 (40.3)                 | −1.1 (30.0)                | −4.7 (23.5)                | 3.9 (38.9)                 |
| الهطول مم (إنش)                   | 3 (0.1)                    | 6 (0.2)                    | 22 (0.9)                   | 40 (1.6)                   | 95 (3.7)                   | 186 (7.3)                  | 203 (8.0)                  | 176 (6.9)                  | 124 (4.9)                  | 48 (1.9)                   | 9 (0.4)                    | 3 (0.1)                    | 915 (36)                   |
| المصدر:                           |                            |                            |                            |                            |                            |                            |                            |                            |                            |                            |                            |                            |                            |

## أعلام
- تسانغيانغ غياتسو